# Mikoyan MiG-39
Mikoyan MiG-39 là một nguyên mẫu máy bay chiến đấu thế hệ thứ năm được phát triển bởi Phòng thiết kế Mikoyan với vai trò máy bay tiêm kích chiếm ưu thế trên không trong không quân Nga. Ngoài một số tên như "Đối tượng/Dự án 1.44/1.42", chiếc máy bay này còn được gọi là MiG-MFI. Nó cũng được gọi một cách không chính thức là "MiG-41", dù MiG hiện sử dụng tên này cho phiên bản xuất khẩu của chiếc MiG-29OVT. Dù mới đang ở giai đoạn phát triển mẫu thực nghiệm, 1.44/1.42 có tên ký hiệu của NATO là "Flatpack".

## Phát triển

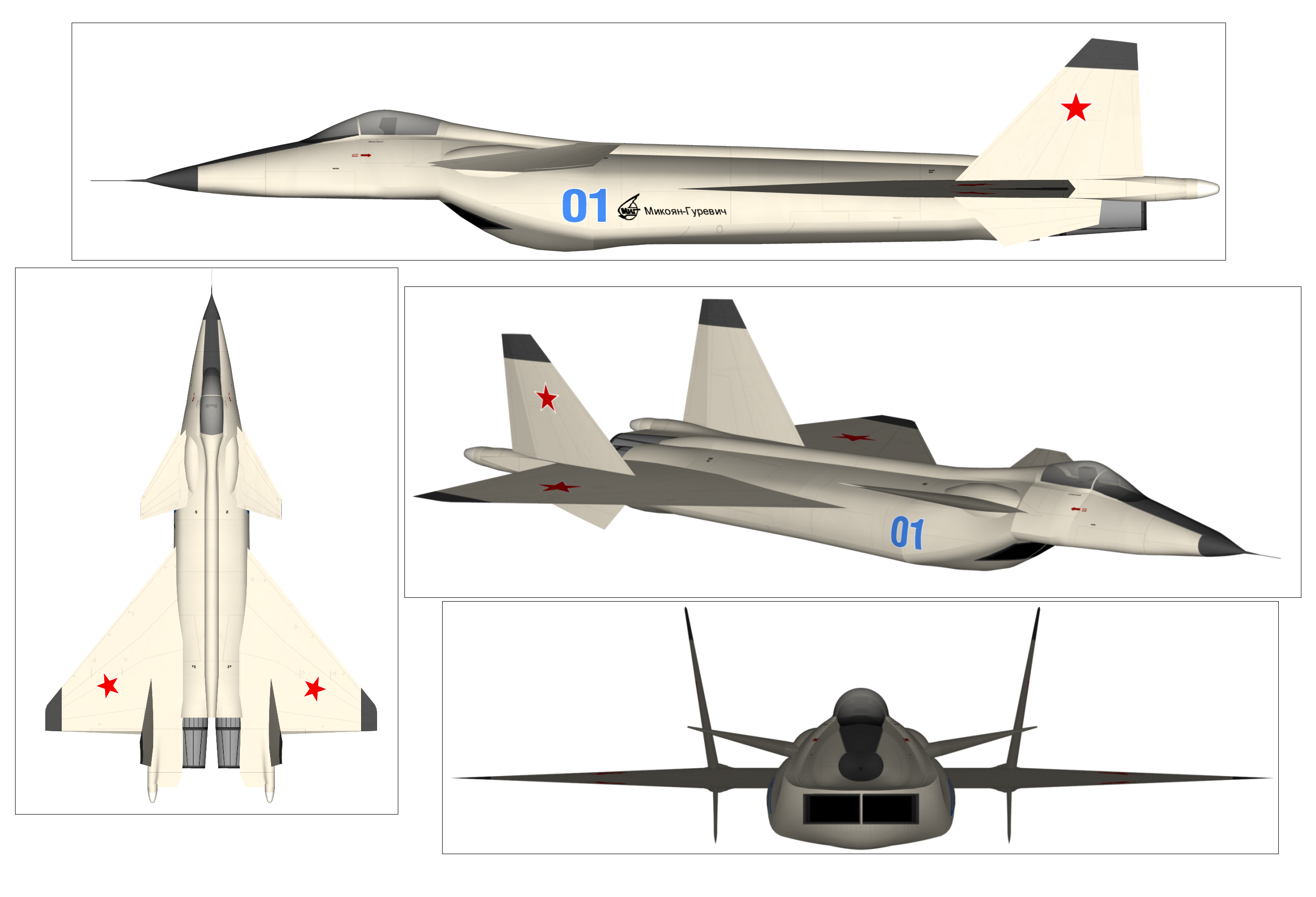
MiG 1.44

1.44 là thiết kế của Phòng thiết kế Mikoyan, nó được ví như giấy thông hành vào chương trình MFI, viết tắt của Многофункциональный Фронтовой Истребитель (Mnogofounksionalni Frontovoi Istrebitel - Máy bay tiêm kích tiền tuyến đa năng) của Nga, (một chương trình được khởi xướng từ thập niên 1980, tương tự như chương trình Máy bay chiến đấu chiến thuật tiên tiến của Hoa Kỳ). Nó được thiết kế để cạnh tranh với loại F-22 Raptor của hãng Lockheed Martin Mỹ. Nhiều tính năng thiết kế của nó tương tự như các tính năng thấy ở các máy bay tiêm kích thế hệ thứ năm của phương tây, gồm động cơ đẩy vec-tơ, tốc độ hành trình siêu âm và hệ thống điện tử hiện đại. Nhìn lại lịch sử phát triển, MiG-39 chỉ là một máy bay thử nghiệm công nghệ và nghiên cứu cho những mẫu thiết kế tương lai, chứ thực sự không phải một máy bay chiến đấu để giành ưu thế không chiến.
MiG-39 luôn được che phủ bởi lớp màn sương huyền bí trong suốt quãng thời gian tồn tại của nó. Chính phủ Nga đã huỷ bỏ chương trình MFI năm 1997 vì giá thành quá cao của loại máy bay này (Ф2.05 tỷ RUR, 70 triệu dollar). Quá trình phát triển tiếp tục khi chuyến bay thử nghiệm diễn ra ngày 29 tháng 2 năm 2000 và hai chuyến bay tiếp theo được phê chuẩn vào năm 2001. Khi Nga huỷ bỏ chương trình MFI, chương trình PAK FA (Перспективный Авиационный Комплекс Фронтовой Авиации - Perspektivnyi Aviatsionnyi Kompleks Frontovoi Aviatsyi - Tổ hợp hàng không tương lai cho Không quân chiến thuật) được phê chuẩn để phát triển một loại máy bay có vai trò tương tự như loại F-22 Raptor, nhưng với kích cỡ và giá thành tương đương loại F-35 Lightning II.
Năm 2001, Ấn Độ đồng ý tham gia chương trình phát triển/sản xuất PAK FA và biến nó trở thành một liên doanh giữa hai quốc gia. Cả Mikoyan và Sukhoi đều đề xuất các ý tưởng về chương trình PAK FA cho Bộ quốc phòng (MiG đưa ra Dự án 1.44 nâng cấp), nhưng Bộ quốc phòng Nga đã lựa chọn Phòng thiết kế Sukhoi làm nhà thầu chính cho máy bay chiến đấu PAK FA. Công việc thiết kế bắt đầu với ý tưởng từ nguyên mẫu thử nghiệm cánh cụp ngược bắt nguồn từ loại máy bay thử nghiệm Su-47 Berkut của Sukhoi. PAK FA đã chứng minh là một chương trình đầy tham vọng, với kế hoạch bắt đầu sản xuất máy bay chiến đấu PAK FA từ năm 2010. MiG-MAPO và Yakovlev cũng được liệt kê vào danh sách các nhà thầu thứ hai. MiG 39 hiện đang là mẫu thực nghiệm kỹ thuật cho chương trình PAK FA. Loại máy bay PAK FA hiện đang phát triển sẽ sử dụng cùng kiểu động cơ Lyulka AL-41F của chiếc MiG 39. Các chi tiết khác chưa được tiết lộ.

## Miêu tả

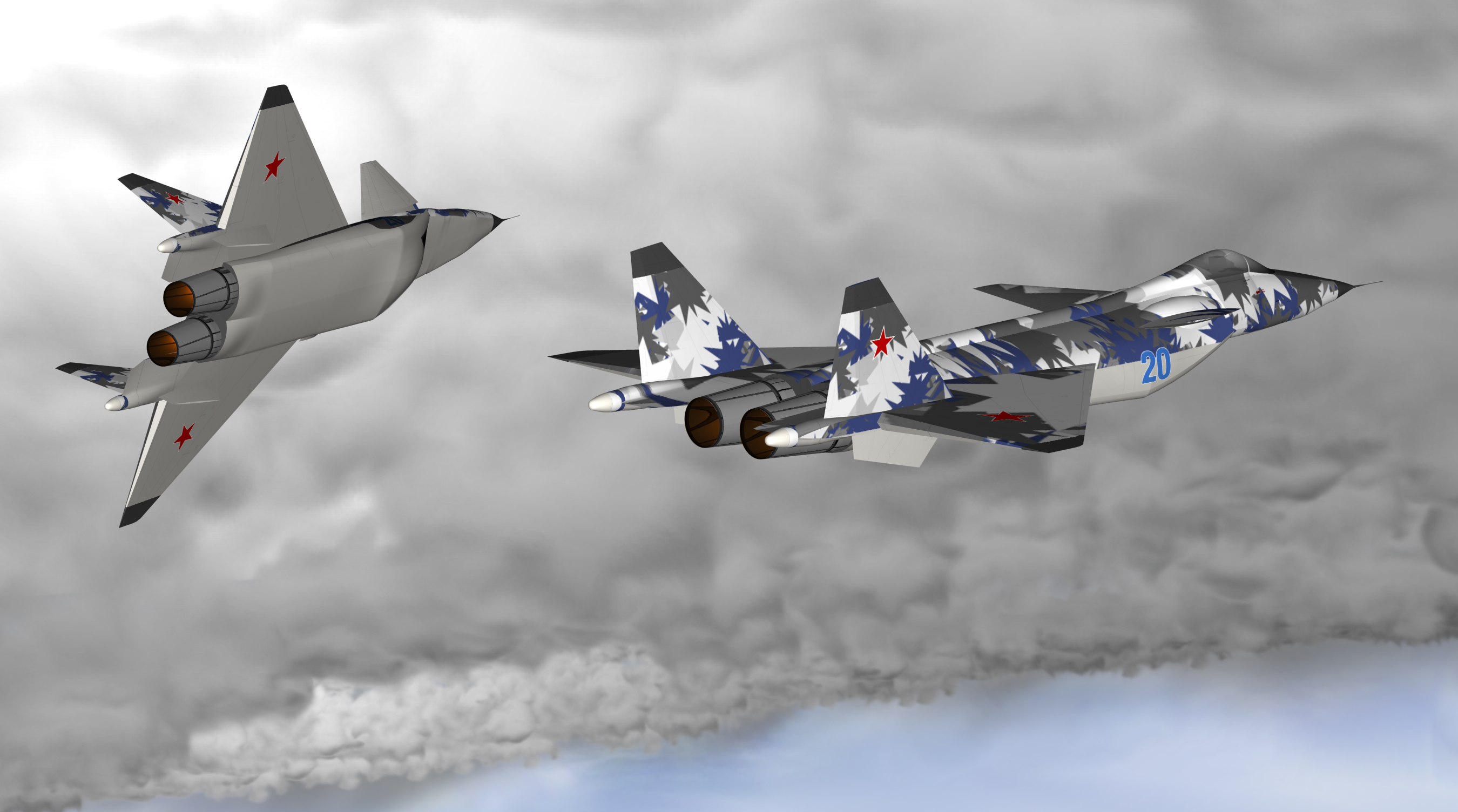

MiG 39 là một máy bay tiêm kích tấn công, chiếm ưu thế trên không cánh tam giác, hai cánh đuôi một chỗ ngồi với cánh mũi nhỏ nằm trước cánh chính có thể di chuyển theo hướng lên xuống. Vẻ ngoài của nó và đặc trưng thiết kế rất giống với chiếc EFA-2000 Eurofighter.
Máy bay sử dụng hai động cơ phản lực tuốc bin cánh quạt phụ trội Lyulka AL-41F có buồng đốt lần hai, khả năng điều chỉnh hướng luồng khí phụt, mỗi chiếc tạo ra 175 kN (39.340 lbf) lực đẩy (những động cơ này vẫn đang được phát triển thêm). Cả hai đều có cửa hút khí riêng đặt dưới thân. Chiếc máy bay nặng 35 tấn này trên lý thuyết có thể đạt tốc độ tối đa Mach 2.6 ở độ cao thích hợp, và có khả năng bay siêu âm trong thời gian dài. 1.44 có hệ thống hạ cánh 3 bánh đáp, hai bánh kép đằng trước và hai bánh đơn đằng sau.
Hệ thống điện tử trên chiếc 1.44 được coi là ưu việt theo những tiêu chuẩn phương tây: buồng lái kính, radar xung Doppler với một ăngten quét mảng pha điện tử quét bị động. Hệ thống radar được kết nối với hệ thống điều khiển hỏa lực cho phép chiếc máy bay giao chiến với hai mươi mục tiêu riêng biệt cùng lúc. Có tin cho rằng hệ thống radar cũng cho phép 1.44 có khả năng chiến đấu tương tự chiếc F-22 ở khoảng cách ngoài tầm quan sát (BVR).
Các tính năng điều khiển và thao diễn của chiếc 1.44 được ước tính ngang hàng với chiếc F-22 Raptor, bởi vì chiếc máy bay này có khả năng điều chỉnh "hướng luồng khí phụt" (Vector lực), hệ thống điều khiển bay fly-by-wire và hai động cơ mạnh mẽ. Khoang chứa vũ khí trong của nó đủ rộng để mang 8 tên lửa R-77. Mọi người tin rằng 1.44 là máy bay thí nghiệm kỹ thuật tàng hình plasma của Nga cho phép máy bay có khả năng tàng hình mà không làm ảnh hưởng tới hình dạng bên ngoài.

## Quốc gia sử dụng
Nga
- Không quân Nga

## Thông số kỹ thuật (Dự án 1.44)

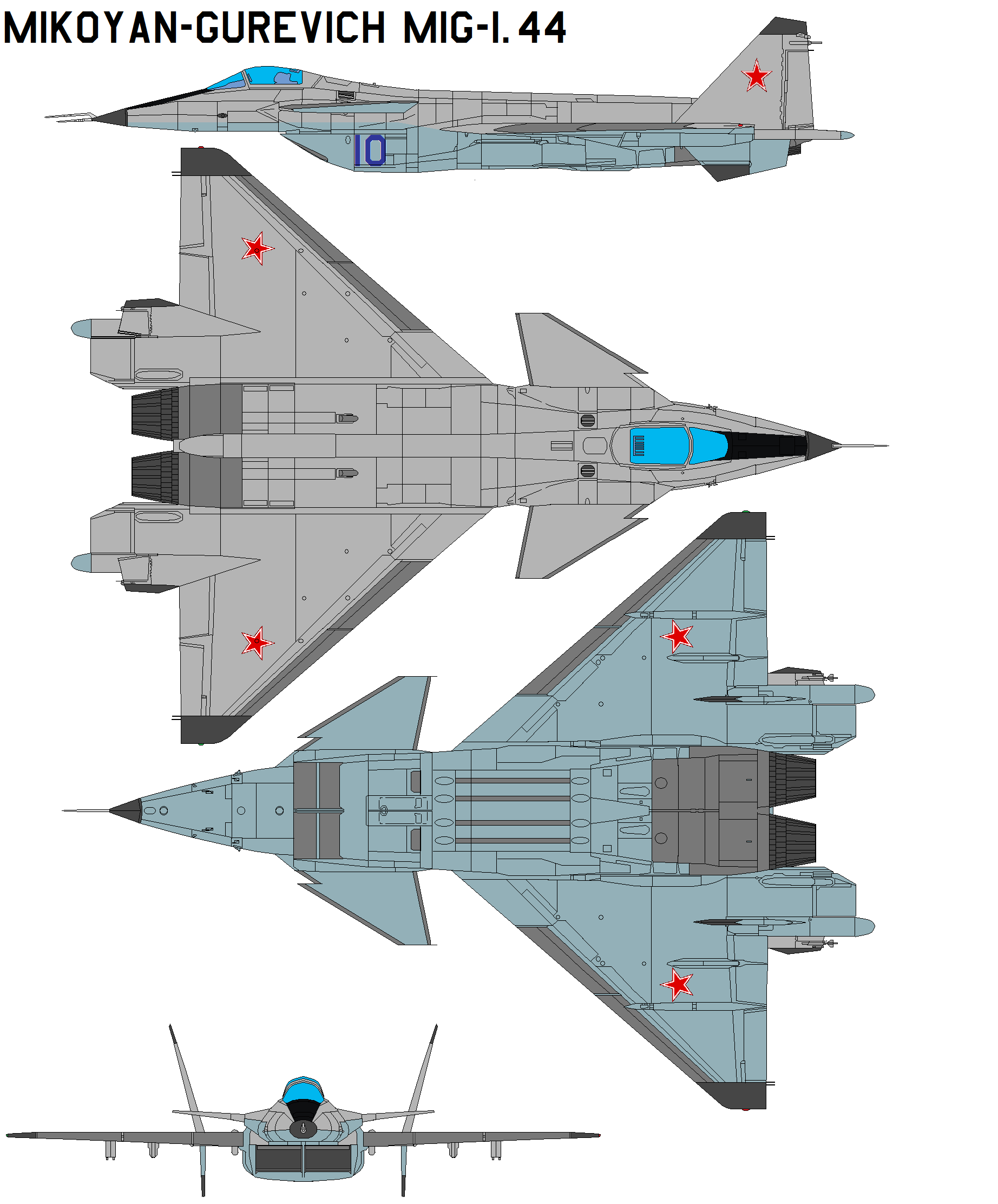

Hầu hết các thông số đều ước lượng

### Đặc điểm riêng
- Phi đoàn: 1
- Chiều dài: 19 m (63 ft)
- Sải cánh: 15 m (50 ft)
- Chiều cao: 4.50 m (15 ft)
- Diện tích cánh: m² (ft²)
- Trọng lượng rỗng: 18.000 kg (40.000 lb)
- Trọng lượng cất cánh: n/a
- Trọng lượng cất cánh tối đa: 35.000 kg (77.000 lb)
- Động cơ: 2×, 176 kN (39.680 lb) mỗi chiếc

### Hiệu suất bay
- Vận tốc cực đại: Mach 2.6 (2761.2 km/h, 1716 mph)
- Tầm bay: 4.000 km (2.500 mi)
- Trần bay: 17.000 m (55.720 ft)
- Vận tốc lên cao: n/a
- Lực nâng của cánh: n/a
- Lực đẩy/trọng lượng: n/a

### Vũ khí
- 1 pháo 30 mm Izhmash GSh-301
- Tên lửa: Vympel R-77 (AA-12 Adder) tầm trung điều khiển bằng radar, Vympel R-73 (AA-11 Archer) tầm ngắn điều khiển bằng hồng ngoại, tên lửa điều khiển radar K-37 tầm xa, tên lửa điều khiển hồng ngoại tầm ngắn K-74
- Bom: có thể mang tên lửa không dẫn đường hoặc các loại bom có trong trang bị của không quân Nga

## Nội dung liên quan

### Máy bay có cùng sự phát triển
- Dự án MiG LFI

### Máy bay có tính năng tương đương
- Dassault Rafale
- Eurofighter Typhoon
- F-22 Raptor
- Sukhoi Su-47
- Shenyang J-XX
- Mitsubishi ATD-X

### Danh sách máy bay tiếp theo
MiG-29 - MiG-31 - MiG-33 - MiG-35 - MiG-39 / 1.44